# SerDes
Ein Serialisierer/Deserialisierer (abgekürzt SerDes) ist in der Digitaltechnik ein Paar aus einem Multiplexer und einem Demultiplexer, die zur seriellen Datenübertragung zwischen zwei parallelen Endpunkten genutzt werden. Die zu übertragenden parallelen Daten werden im Serialisierer in einen seriellen Datenstrom mit hoher Bitrate umgewandelt, seriell übertragen, und im Deserialisierer zur weiteren Verarbeitung wieder parallel ausgegeben. Übliche Übertragungsmedien sind symmetrische Signalübertragungen über Koaxialkabel, Shielded Twisted Pair (STP), Unshielded Twisted Pair (UTP) oder Lichtwellenleiter (LWL). Als serielle Schnittstelle zwischen dem SerDes wird Low Voltage Differential Signaling (LVDS) oder Current Mode Logic (CML) verwendet. Der Vorteil von SerDes besteht in der geringeren Anzahl an Leitungen im Vergleich zu parallelen Übertragung, und das Vermeiden von Taktversatz, was insbesondere bei Backplanes von Vorteil ist.

## Aufbau

Prinzip des Serialisierer und Deserialisierer mit dazwischen liegender serieller Übertragung

Der Serialisierer, in diesem Zusammenhang auch als englisch Parallel In Serial Out (PISO) bezeichnet, besteht typischerweise und in den Grundausstattung aus einem parallelen Dateneingang, Wortbreiten von 8 bis 24 Bit sind üblich, dem seriellen Ausgang und einer in der Abbildung nicht dargestellten Taktleitung, welche das Eintreffen eines neuen Datenwortes anzeigt. Der Deserialisierer, auch als englisch Serial In Parallel Out (SIPO) bezeichnet, ist dazu fast spiegelbildlich aufgebaut und besteht aus einem seriellen Eingang und parallelen Datenausgang.
Die primäre Grundfunktion wird durch Schieberegister realisiert, darüber hinaus besitzen SerDes-Bausteine zusätzliche Funktionseinheiten für die Takterzeugung auf der Seite des Serialisierer und Funktionseinheiten zur Taktrückgewinnung auf Seiten des Deserialisierers. Dazu werden verschiedene Formen von Phasenregelschleifen (PLL) eingesetzt.
Es gibt vier grundlegende SerDes-Verfahren welche im Folgenden näher dargestellt sind. Die Komplexität der einzelnen Verfahren nimmt nach unten hin zu.

### Parallel Clock SerDes
Der serialisierte  Datenstrom wird mit einem separaten Referenztakt gesendet. Der Vorteil ist der etwas geringere Schaltungsaufwand. Der Nachteil ist, dass zwei Leitungen für die Übertragung (serielle Daten und Taktleitung) nötig sind und sich damit die Probleme des Taktversatz (clock skew) nur durch zusätzliche Maßnahmen reduzieren lassen. Erste verfügbare SerDes-Verfahren waren nach diesem Prinzip aufgebaut.

### Embedded Clock SerDes
In der seriellen Datenübertragung wird im Serialisierer zusätzlich das Taktsignal integriert (englisch embedded) und der Deserialisierer gewinnt daraus den Empfangstakt. Der Vorteil ist, dass nur noch eine Übertragungsleitung notwendig ist und Probleme durch Taktsignalabweichung reduziert sind. Nachteilig ist der deutlich höhere Schaltungsaufwand für die Synchronisierung und Taktrückgewinnung.

### 8b/10b SerDes
Bei diesem SerDes-Verfahren wird zusätzlich ein Leitungscode nach dem namensgebenden 8b10b-Code eingesetzt. Der Vorteil besteht darin, dass das resultierende serielle Signal gleichanteilsfrei ist und daher über Impulstransformatoren oder Lichtwellenleiter übertragen werden kann.

### Bit Interleaved SerDes
Bei dem Bit Interleaved SerDes, deutsch etwa „Bit-Verschränkung“, werden mittels Interleaving mehrere serielle Datenströme als paralleles Datensignal aufgefasst und mit entsprechender Leitungscodierung zu einem übergeordneten, hochfrequenten Datenstrom zusammengefasst. Dieses Verfahren wird manchmal zu dem Bereich der SerDes-Verfahren gezählt, obwohl es funktionell Überschneidungen mit typischen Multiplexverfahren aus dem Bereich der Telekommunikationsnetze für Weitbereichsdatenübertragung wie der Synchronen Digitalen Hierarchie (SDH) und SONET aufweist.

## Beispiel
In einem PHY werden mehrere SerDes verwendet. Dort sind sie z. B. auf der Client/Host-Seite für die Umwandlung von Daten für das MII (Media Independent Interface) zuständig. Daten, die wiederum vom PHY aus auf die Leitung geschickt werden sollen, werden auf der anderen Seite serialisiert.